# Кім Баттен
Джейн Кімберлі «Кім» Баттен (англ. Jane Kimberley "Kim" Batten; нар. 29 березня 1969) — американська легкоатлетка, яка спеціалізувалася на бар'єрному бігові.

## Спортивні досягнення
Срібна олімпійська призерка з бігу на 400 метрів з бар'єрами (1996). Учасниця олімпійських змагань з бігу на 400 метрів на Ігрх в Сіднеї (2000), де зупинилась на півфінальній стадії.
Чемпіонка світу з бігу на 400 метрів з бар'єрами (1995). Срібна призерка чемпіонату світу з бігу на 400 метрів з бар'єрами (1997). Бронзова призерка чемпіонату світу з естафетного бігу 4×400 метрів (1997). Фіналістка у бігу нана 400 метрів з бар'єрами на чемпіонатах світу — 4-е місце у 1993 та 5-е місце у 1991.
Фіналістка (6-е місце) чемпіонату світу в приміщенні з бігу на 400 метрів (1993).
Була 3-ю в бігу на 400 метрів з бар'єрами на Кубку світу (1998).
Чемпіонка Панамериканських ігор з бігу на 400 метрів з бар'єрами (1995).
Чемпіонка США з бігу на 400 метрів з бар'єрами (1991, 1994, 1995, 1996, 1997, 1998).
Ексрекордсменка світу з бігу на 400 метрів з бар'єрами — 52,61 (1995).

## Визнання
- Членкиня Зали слави легкої атлетики США (2012)